# Вильясанте, Луис
Луи́с Вильяса́нте Кортабита́рте (исп. Luis Villasante Cortabitarte, баск. Luis Villasante Kortabitarte; 22 марта 1920, Герника, Страна Басков — 2 декабря 2000, Оньяте, Страна Басков) — баскский священник, писатель и грамматик баскского языка. Председатель Эускальцайндии с 1970 по 1988 г.

## Биография
Вильясанте родился 22 марта 1920 в Гернике (Бискайя, Страна Басков, Испания). 
Он был почётным членом Эускальцайндии с 1951 г. и председателем с 1970 по 1988 г., руководя организацией на пути к объединению баскского языка. По этой причине его называют «отцом единого баскского языка». В течение этих 18 лет он вместе с Кольдо Мичеленой был самым стойким защитником объединения баскского языка.

## Труды
- Hacia la lengua literaria común («К общему литературному языку», 1970).
- La declinación del vasco literario común («Отклонение общего литературного баскского языка», 1972).
- Palabras vascas compuestas y derivadas («Составные и производные баскские слова», 1974).
- Sintaxis de la oración compuesta («Синтаксис сложного предложения», 1976).
- Estudios de sintaxis vasca («Труды о синтаксисе баскского языка», 1978).
- La h en la ortografía vasca («Буква h в орфографии баскского языка», 1980).
- Sintaxis de la oración simple («Синтаксис простого предложения», 1980).
- La oración causal en vasco («Причинное предложение на баскском языке», 1986).
- Euskararen auziaz («К вопросу о баскском языке», 1988).

## Награды
- Премия правительства Страны Басков «Лан Онари» (1997)[5].